# Arrival Records (disco)
Arrival Records was een platenlabel in Scandinavië (Zweden, Finland, Denemarken en Noorwegen) dat popmuziek en disco uitbracht. Het was een sublabel van K-Tel en was voornamelijk actief in de jaren 1978-1984.
Op het label kwam muziek uit van bijvoorbeeld Ritchie Family, Village People, Dennis Parker, Imagination en Future World Orchestra.